# Johannes Fröhlinger
Johannes Fröhlinger (Gerolstein, 9 de junio de 1985) es un ciclista alemán que fue profesional de 2007 a 2019. Tras 13 temporadas como ciclista profesional y 34 años de edad, decidió poner fin a su carrera deportiva.

## Palmarés
2006 (como amateur)
- Tour de Alsacia

## Resultados en Grandes Vueltas y Campeonatos del Mundo
| Carrera         | Carrera         | 2007 | 2008 | 2009 | 2010 | 2011 | 2012 | 2013  | 2014 | 2015  | 2016 | 2017  | 2018  | 2019 |
| --------------- | --------------- | ---- | ---- | ---- | ---- | ---- | ---- | ----- | ---- | ----- | ---- | ----- | ----- | ---- |
|                 | Giro de Italia  | —    | 51.º | —    | —    | —    | —    | —     | —    | —     | —    | —     | —     | —    |
|                 | Tour de Francia | —    | —    | 78.º | 90.º | —    | Ab.  | 146.º | —    | —     | —    | —     | —     | —    |
|                 | Vuelta a España | 45.º | —    | —    | 37.º | 49.º | 83.º | 59.º  | 97.º | 143.º | 87.º | 120.º | 115.º | —    |
| Mundial en Ruta | Mundial en Ruta | —    | —    | 99.º | —    | —    | 79.º | —     | Ab.  | Ab.   | —    | 118.º | —     | —    |

—: no participa

Ab.: abandono

## Equipos
- Geroslteiner (2007-2008)
- Team Milram (2009-2010)
- Skil/Argos/Giant/Sunweb (2011-2019)
  - Skil-Shimano (2011)
  - Project 1t4i (2012)[2]
  - Team Argos-Shimano (2012-2013)
  - Team Giant-Shimano (2014)
  - Team Giant-Alpecin (2015-2016)
  - Team Sunweb (2017-2019)